# Roméo et Juliette (ballet)
Pour les articles homonymes, voir Roméo et Juliette (homonymie).
Roméo et Juliette (en russe : Ромео и Джульетта, Romeo i Djulietta), op. 64, est un ballet en trois actes de Sergueï Prokofiev, composé en 1935 peu après le retour du compositeur en Union soviétique. Il est fondé sur la pièce éponyme de William Shakespeare.
Le livret est d’Adrian Piotrovski, Sergueï Radlov, Sergueï Prokofiev et Leonid Lavrovski, qui est aussi l’auteur de la chorégraphie.

## Historique
La création du ballet fut difficile. L'œuvre est une commande de 1934 du Mariinsky de Leningrad mais lorsque Prokofiev proposa le thème de Roméo et Juliette, le théâtre refusa. Prokofiev signa alors un contrat avec le Bolchoï pour la représentation du ballet, mais là encore les choses se passèrent mal. Une fois la partition achevée, à l'été 1935, les danseurs déclarèrent le ballet indansable, notamment à cause de la complexité rythmique et de passages jugés inaudibles. Prokofiev retravailla alors sa partition en 1936 pour en tirer deux suites pour orchestre symphonique en sept mouvements, ainsi qu'une transcription pour piano. Une troisième suite fut écrite en 1946.
Le ballet ne fut finalement créé que le 30 décembre 1938 au Théâtre Mahen à Brno en Tchécoslovaquie, où il fut très bien accueilli, puis suivit une première russe le 11 juin 1940 au Kirov (chorégraphie de Leonid Lavrovski), et au Bolchoï en 1946. Une version a été créée pour le ballet de l'Opéra de Paris le 19 octobre 1984 qui présente depuis, fréquemment cette production.
C'est une de ses œuvres les plus appréciées en raison de la haute inspiration mélodique, de la grande variété rythmique et du caractère mémorable des thèmes principaux (en particulier la célèbre « Danse des chevaliers » et ses diverses variations, le thème de Juliette, la scène d'amour, ou les rythmes de la place du marché au début du IIe acte, donnant lieu à des danses acrobatiques, notamment dans la chorégraphie de Leonid Lavroski).
L'histoire de la création du ballet a été racontée par le compositeur Sergueï Prokofiev :
« À la fin du mois de décembre 1934 je suis revenu à Léningrad spécialement pour des négociations avec le Théâtre Kirov. J'ai exprimé mon désir de trouver un sujet lyrique pour le ballet... On a commencé à trier les sujets : Piotrovski a mentionné « Pelléas et Mélisande », « Tristan et Isolde », « Roméo et Juliette ». Je me suis immédiatement « accroché » à ce dernier – on ne pourrait pas trouver un meilleur sujet ! Nous avons convenu que le livret serait écrit par Piotrovski, Radlov et moi (S.P.). Il a été décidé d'impliquer un ancien élève de Radlov, Rostislav Zakharov en tant que metteur en scène... Pourtant, le contrat avec le Théâtre Kirov n’a pas été conclu... Je suis arrivé à Moscou, et Golovanov, qui était alors le chef d'orchestre du Théâtre Bolchoï, a dit que s’il s’agissait de « Roméo », le Théâtre Bolchoï conclurait immédiatement un contrat avec moi. Le contrat a été signé en été 1935. Le théâtre m'a octroyé la possibilité de travailler sur le ballet à la maison de repos Polénovo du Théâtre Bolchoï, où j'ai presque terminé le ballet, en utilisant partiellement des thèmes composés au printemps. À l'automne, une audition de ce ballet a eu lieu au théâtre. Il n’a pas eu de succès... Le ballet n'a pas été mis en scène à cette époque... Le ballet a été mis en scène au Théâtre Kirov en 1939 (1940). R. Zakharov a abandonné après le rejet du ballet par le Théâtre Bolchoï. Lavrovsky, lors de la mise en scène du ballet à Leningrad, a ajouté beaucoup de choses à ce qui avait été déjà créé avant. Par la suite, j'ai jugé nécessaire de l'inclure dans les co-auteurs du livret. »

## Personnages
- Lord Capulet, patriarche de la Maison.
- Lady Capulet, son épouse.
- Juliette, leur fille.
- la nourrice de Juliette.
- Tybalt, neveu de Lady Capulet très beau et charmeur.
- Pâris, fils d'Escalus, Escalus souhaitant le voir épouser Juliette.
- Roméo, fils de Montaigu.
- Benvolio, cousin et ami de Roméo.
- Mercutio, ami de Roméo.
- Frère Laurent, moine franciscain, confesseur de Roméo et ami de la famille.
- Rosaline, premier amour de Roméo.

## Structure

### ActeI

#### Scène 1
(La place du marché)
- Des moines emmènent des cadavres pour les enterrer.
- Roméo.
- Rosaline et sa suite.
- Danse matinale.
- Dispute.
- Combat.
- Entrée du prince.

#### Scène 2
(L'antichambre de Juliette)
- Préparatifs du bal
- Juliette et sa nourrice

#### Scène 3
(Extérieurs de la maison des Capulet)
- Arrivée des invités
- Les masques

#### Scène 4
(Le bal des Capulet)
- Danse des chevaliers
- Variation de Juliette
- Variation de Mercutio
- Pas de deux, Roméo et Juliette
- Tybalt reconnaît Roméo
- Départ des invités

#### Scène 5
(Le jardin des Capulet)
- Scène du balcon
- Variation de Roméo
- Scène d'amour

### ActeII

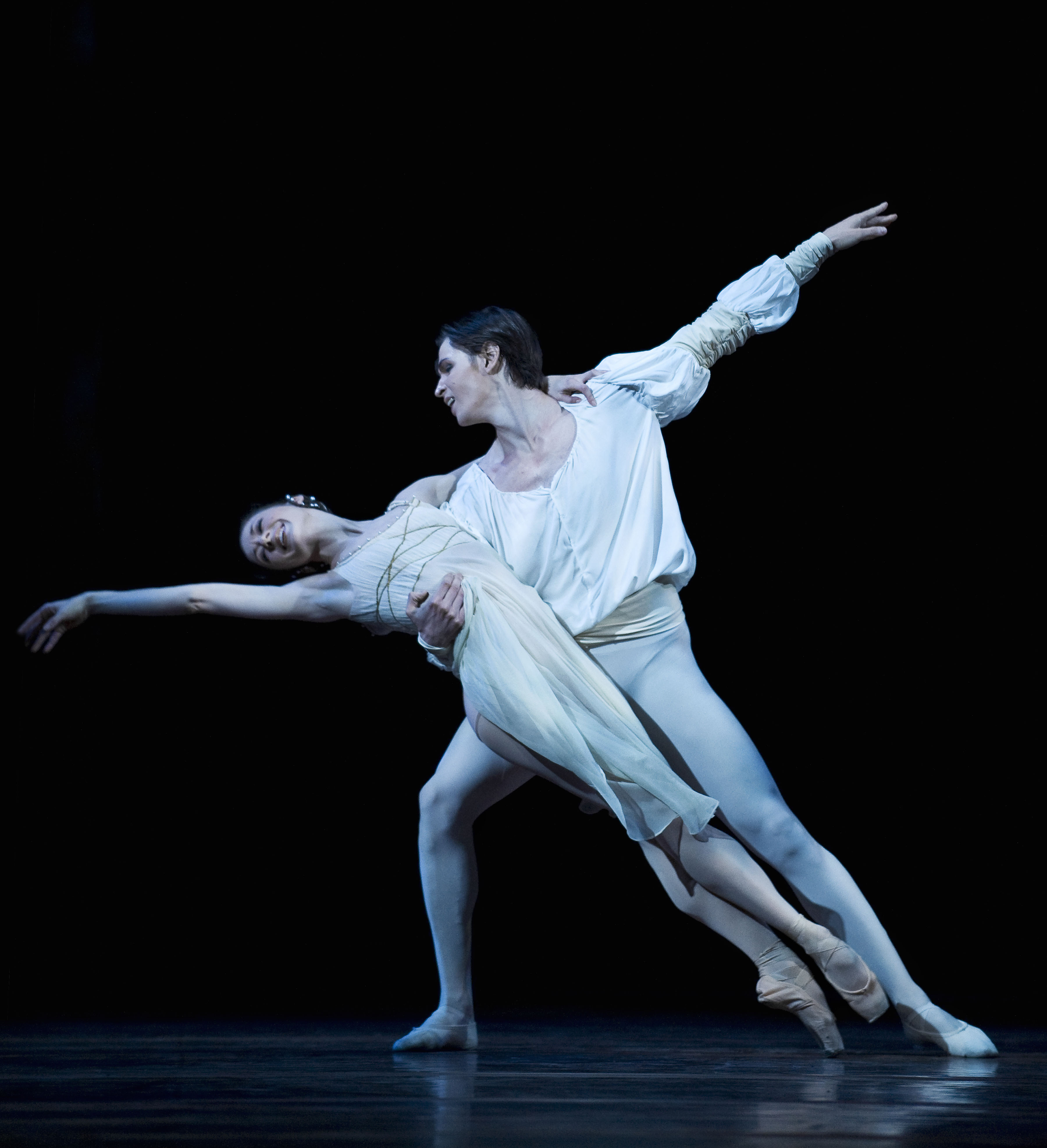
Roméo et Juliette. et Pascal Jansson à l’Opéra royal de Stockholm (2010)

#### Scène 1
(La place principale)
- Danse populaire
- Roméo et Mercutio
- Pas de trois, Roméo, Mercutio et Benvolio
- Danse des mandolines
- La nourrice
- La lettre

#### Scène 2
(Une chapelle)
- Le mariage secret de Roméo et Juliette

#### Scène 3
(La place principale)
- Fête populaire
- Rencontre de Tybalt et Mercutio
- Duel
- Mort de Mercutio
- Roméo venge Mercutio
- Mort de Tybalt
- Deuil rapide de Mercutio et Tybalt

### ActeIII

#### Scène 1
(La chambre de Juliette)
- Prélude
- Roméo et Juliette
- La chambre
- La nourrice
- Juliette refuse d'épouser Pâris
- Juliette seule

#### Scène 2
(Une chapelle)
- Interlude et la chapelle de Frère Laurent
- Vision anticipée de la scène 4

#### Scène 3
(La chambre de Juliette)
- Pas de trois - Juliette avec les fantômes de Tybalt et Mercutio
- La potion

#### Scène 4
(L'antichambre de Juliette)
- Pâris
- Danse des amis de Juliette

#### Scène 5
(La route de Mantoue)
- Reprise

#### Scène 6

Mort de Roméo. Nina Kaptsova et Artem Ovtcharenko au Théâtre Bolchoï, à Moscou (2010)

(Mantoue)
- Le rêve de Roméo

#### Scène 7
(La crypte des Capulet)
- Funérailles de Juliette - Mort de Roméo
- Juliette s'éveille - Mort de Juliette.

### ActeIV
- Funérailles de Juliette

## Discographie sélective
- Œuvre intégrale : Guennadi Rojdestvenski (Melodiya), Seiji Ozawa (Deutsche Grammophon), Valery Gergiev (LSO Live)
- Extraits : Ernest Ansermet (Decca), Charles Dutoit (Decca), Karel Ančerl - Orchestre philharmonique tchèque (Supraphon 913172), Dimitri Mitropoulos - New York Philharmonic (CBS 60279)
- DVD : Covent Garden, chorégraphie de Kenneth McMillan, avec Rudolf Noureev et Margot Fonteyn (Kultur)
- DVD : Opéra de Paris, chorégraphie de Rudolf Noureev, avec Monique Loudières et Manuel Legris (NVC Arts)
- DVD : Les Ballets de Monte-Carlo, chorégraphie de Jean-Christophe Maillot, avec Bernice Coppieters et Chris Roelandt (am@do)
- Blu-ray : Le Ballet et l'Orchestre du Théâtre Mariinsky de Saint-Pétersbourg (2014), chorégraphie de Leonid Lavrovski, chef d'orchestre Valery Guerguiev, avec Vladimir Chkliarov (Roméo), Diana Vichneva (Juliette), Alexandre Sergueïev (virtuose Mercutio, extrêmement dramatique dans son agonie après le combat mortel contre Tybalt), et Valeria Karpina (émouvante et enjouée dans le rôle de caractère de la nourrice de Juliette). Qualité de son et netteté d'image indépassables (technologie Blu-ray)

## Les trois suites pour orchestre
Prokofiev a tiré de son ballet trois suites pour orchestre :
- Suite no 1 de Roméo et Juliette, op. 64 bis (1936) ;
- Suite no 2 de Roméo et Juliette, op. 64 ter (1936) ;
- Suite no 3 de Roméo et Juliette, op. 101 (1946).

## Reprises
Rudolf Noureev a créé une chorégraphie pour le Ballet de l'Opéra de Paris le 19 octobre 1984.

## Dans la culture
Sauf indication contraire, les informations mentionnées dans cette section peuvent être confirmées par le générique de fin de l'œuvre audiovisuelle présentée ici, ainsi que par la base de données cinématographiques IMDb,  présente dans la section « Liens externes ».
- 2008 : Les Liens du sang de Jacques Maillot :

Le thème principal de l'ouverture (la « Danse des chevaliers ») a été utilisé :
- dans le film Caligula de Tinto Brass et en particulier dans la célèbre scène pornographique de la galère-bordel ;
- dans la publicité d'Égoïste, le parfum de Chanel (Danse des Chevaliers, scène 4 no 13) ;
- dans le film Mauvais Sang de Leos Carax où il accompagne le message d'un répondeur téléphonique (bien que l'enregistrement soit altéré par une forte distorsion, le thème marque ainsi de façon obsessionnelle la bande sonore du film) ;
- par le groupe français de musique électronique EZ3kiel dans leur album Battlefield, sous le nom « The Montagues and the Capulets » ;
- par le groupe de rock britannique Muse comme introduction lors de leur concert au stade de Wembley, par ailleurs choisi pour figurer sur le DVD « HAARP », sorti en mars 2008 ;
- par le groupe de rock britannique Deep Purple, réenregistrée et réarrangée par le claviériste du groupe Don Airey, comme introduction de concert pendant leur tournée de fin 2009 puis fin 2012.
- par Michael Youn sous le pseudonyme de Fatal Bazooka dans l'album T'as vu ? pour la chanson « Ego Trip » ;
- par le groupe de death metal technique Allemand Necrophagist dans le morceau « Only Ash Remains » (après 3:37m) de l'album « Epitaph » ;
- par le groupe de death metal symphonique Autrichien Hollenthon dans le titre intitulé « Lords of Bedlam » tiré de l'album « With Vilest of Worms to Dwell » ;
- dans l'album « Black Moon » du groupe de rock progressif Emerson, Lake and Palmer, sous le titre « Romeo and Juliet » ;
- par René Aubry, dans son album « Invités sur la terre » où il rejoue ce thème avec trois guitares différentes, dans le morceau « Pauvre Juliette » ;
- par la chanteuse Sia Furler dans son 1er single Taken For Granted (sur son album Healing Is Difficult, 2001) qui comprend un extrait du ballet Roméo & Juliette.
- par le groupe de musique industrielle Blood Axis, sur leur célèbre morceau Reign I Forever, où l'on peut l'entendre en sample.
- par le groupe de metal symphonique néerlandais Epica dans leur album live The Classical Conspiracy en 2009
- dans la saison 2 de la série télévisée américaine Why Women Kill quand Alma se fait passer pour sa voisine, qu'elle a malencontreusement tuée (Danse des Chevaliers)